# Tortula bidentata
Tortula bidentata är en bladmossart som beskrevs av Bai Xue-liang 1997. Tortula bidentata ingår i släktet tussmossor, och familjen Pottiaceae. Inga underarter finns listade i Catalogue of Life.